# USS Akron (ZRS-4)

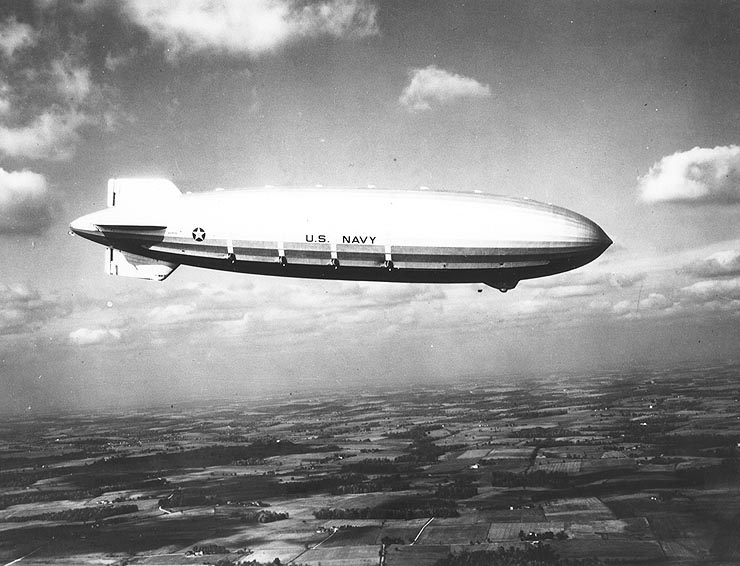
USS Akron
Na boku jsou vidět pruhy chladičů výfukových plynů

USS Akron (ZRS-4) byla obří ztužená vzducholoď amerického námořnictva, plánovaná jako průzkumný stroj s parazitními letouny na palubě.

## Stavba
Vzducholoď postavilo konsorcium Goodyear-Zeppelin, které vyhrálo veřejnou soutěž. Konkurz byl uzavřen 16. května 1927. Poté, co jedna z firem podala nabídku postavit vzducholoď podstatně levněji, byl konkurz zopakován 28. července 1928. Výsledek byl ale tentýž, ukázalo se, že firma blufovala s projektem částečně ukradeným další firmě. 6. října 1928 pak byla podána oficiální objednávka v ceně 5 375 000 dolarů.
Akron byla vzducholoď o objemu 184 000 m3, plněná heliem, poháněná 8 motory Maybach VL-II po 420 kW (560 HP). Ty byly uvnitř trupu (díky heliové náplni nehrozil požár) a vrtule o průměru 5 m byly poháněny náhony. Vrtule umožňovaly reverzaci i natáčení směrem vzhůru a dolů. Maximální plánovaná rychlost byla 128 km/h (po výměně vrtulí se tomuto plánu téměř přiblížila). Dostup byl jen 1500 m, což odpovídalo nasazení nad oceánem.
Ve spodní části byl hangár pro 5 dvojplošníků Curtiss F9C Sparrowhawk a speciální hrazda pro jejich start a přistání.
Protože byla vzducholoď plněna drahým heliem, byla vybavena rozměrnými chladiči pro kondenzaci vody z výfukových plynů. Tato voda má hmotnost přibližně stejnou jako spálený benzín, a tak se omezuje nutnost upouštět při přistání drahocenný plyn. Chladiče tvořily charakteristické pruhy na boku vzducholodi.
Stavbu zahájil admirál William A. Moffet 7. listopadu 1929, slavnostně ji pokřtil prezident Herbert Clark Hoover 8. srpna 1931 a poprvé se vznesla 25. září 1931. Po úvodních problémech (nevyhovující vrtule, spousta drobných technických problémů) začala se střídavou úspěšností plnit své další úkoly.

## Katastrofa
Dne 3. dubna 1933 vzducholoď odstartovala ke cvičnému letu. Došlo ke špatnému odhadu hrozící bouře a při pokusu o únik nad mořem se vzducholoď dostala do bouřky. Stoupavé a klesavé proudy nejprve utrhly lodi kormidlo a strhly ji nakonec na hladinu a ta se relativně rychle potopila. Nedaleká německá loď Phoebus zachránila z posádky 76 mužů pouhé 4 trosečníky, z nichž jeden zanedlouho zemřel. Na palubě zahynul i velitel námořní vzduchoplavby admirál Moffet a důstojník a sportovec George Calnan. Při záchranných pracích se zřítila ještě malá vzducholoď J-3 a zemřeli další dva lidé.
Vyšetřovací komise objevila řadu chyb (posádka například neměla dostatečný počet záchranných vest a gumových člunů) a posloupnost nešťastných okolností. Část viny zřejmě nesl kapitán vzducholodi, který ale při nehodě také zahynul.
Její sesterská loď USS Macon (ZRS-5) poprvé vzlétla pár týdnů po katastrofě Akronu.